# Ивановка (Путивльский район)
Ивановка (укр. Іванівка) — село,
Мануховский сельский совет,
Путивльский район,
Сумская область,
Украина.
Код КОАТУУ — 5923885002. Население по переписи 2001 года составляло 167 человек.

## Географическое положение
Село Ивановка находится на правом берегу реки Сейм,
выше по течению на расстоянии в 2 км расположено село Мануховка,
ниже по течению на расстоянии в 3,5 км расположено село Волынцево,
на противоположном берегу — село Пески (Бурынский район).
Река в этом месте извилистая, образует лиманы, старицы (Горн) и заболоченные озёра (Бабьевка).
Вокруг села много ирригационных каналов.